# 美國空軍保安部隊
美國空軍保安部隊（英語：United States Air Force Security Forces）是美國空軍的憲兵部隊，由德克薩斯州拉克蘭空軍基地的空軍保安部隊中心負責保安部隊全球駐軍的組織、訓練及裝備業務。

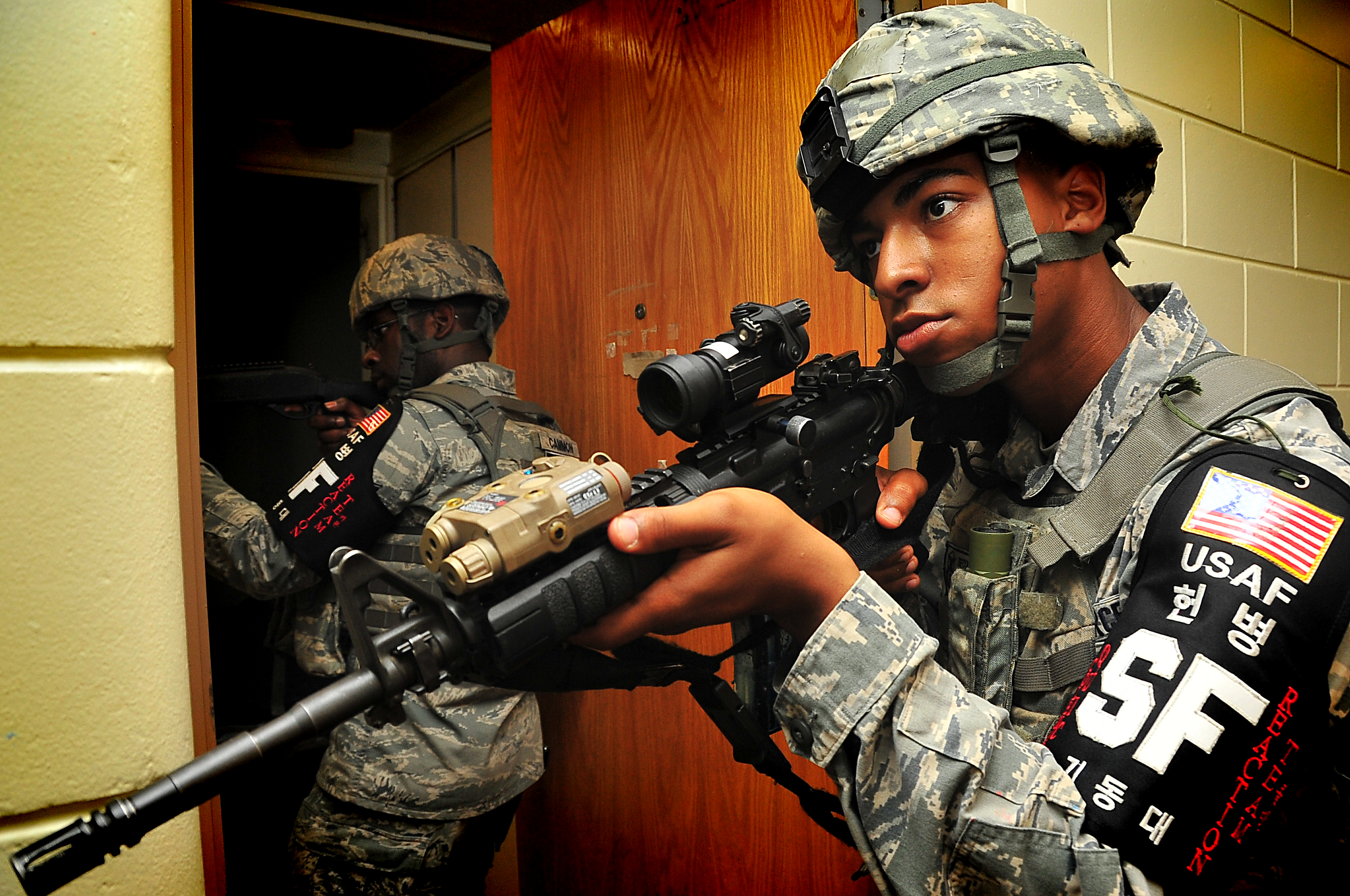
美國空軍保安部隊隊員於韓國烏山空軍基地值勤，其臂章上寫有「憲兵」（헌병）的韓語字樣。

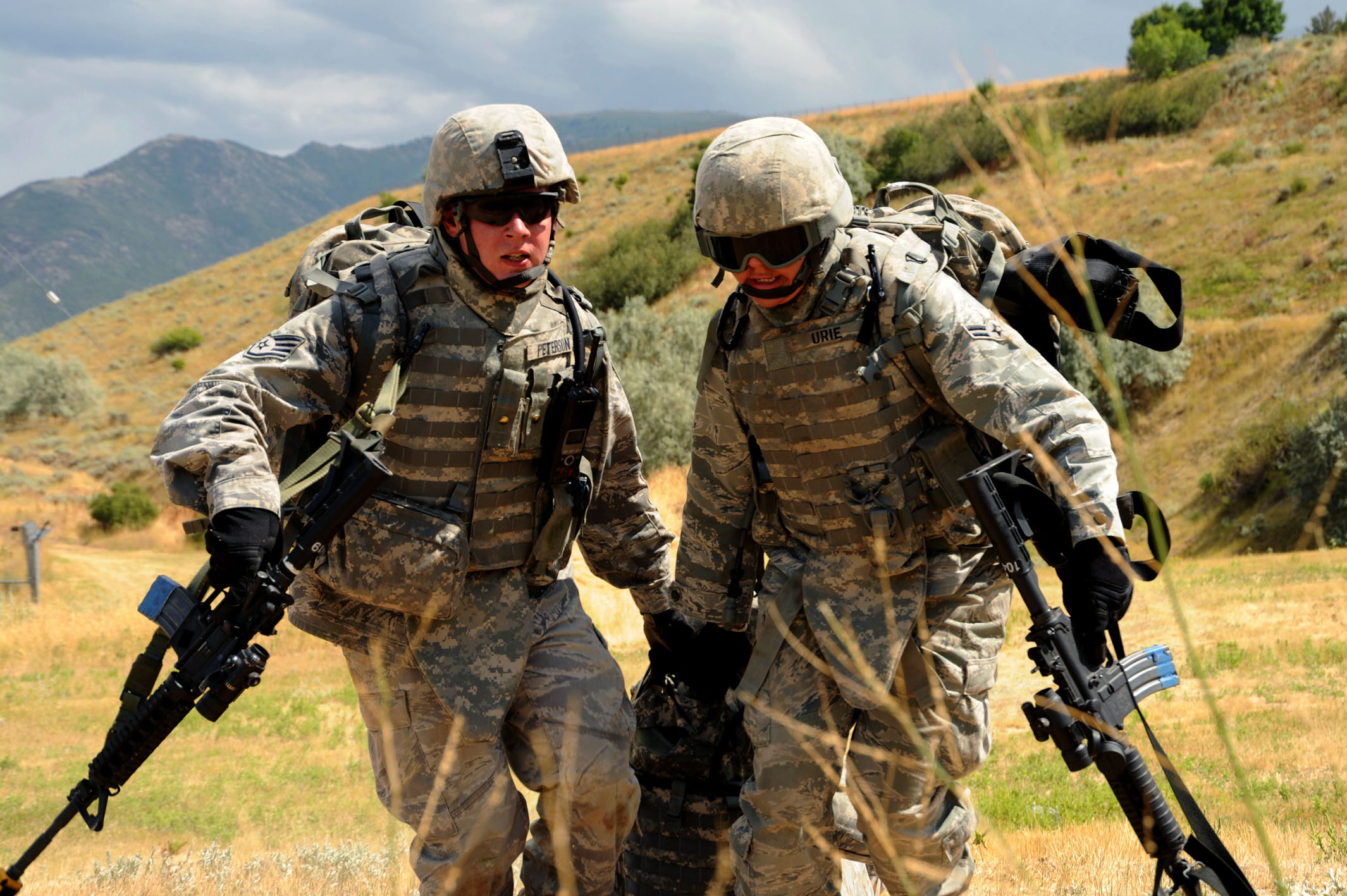
位於猶他州希爾空軍基地的美國空軍保安部隊隊員在進行戰鬥技能訓練（Defenders Training）。

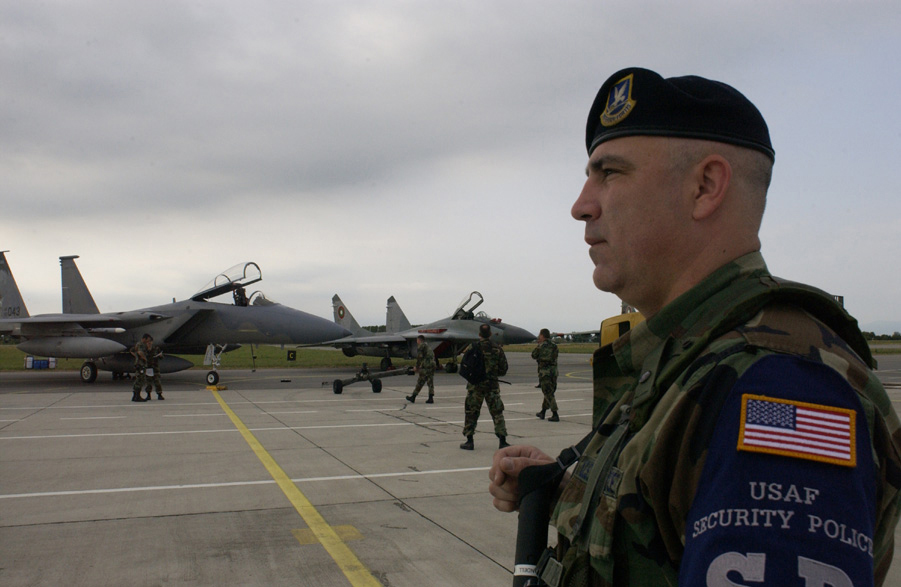
位於保加利亞的美國空軍第173保安部隊中隊（173d Security Forces Squadron）在飛行線上站崗。

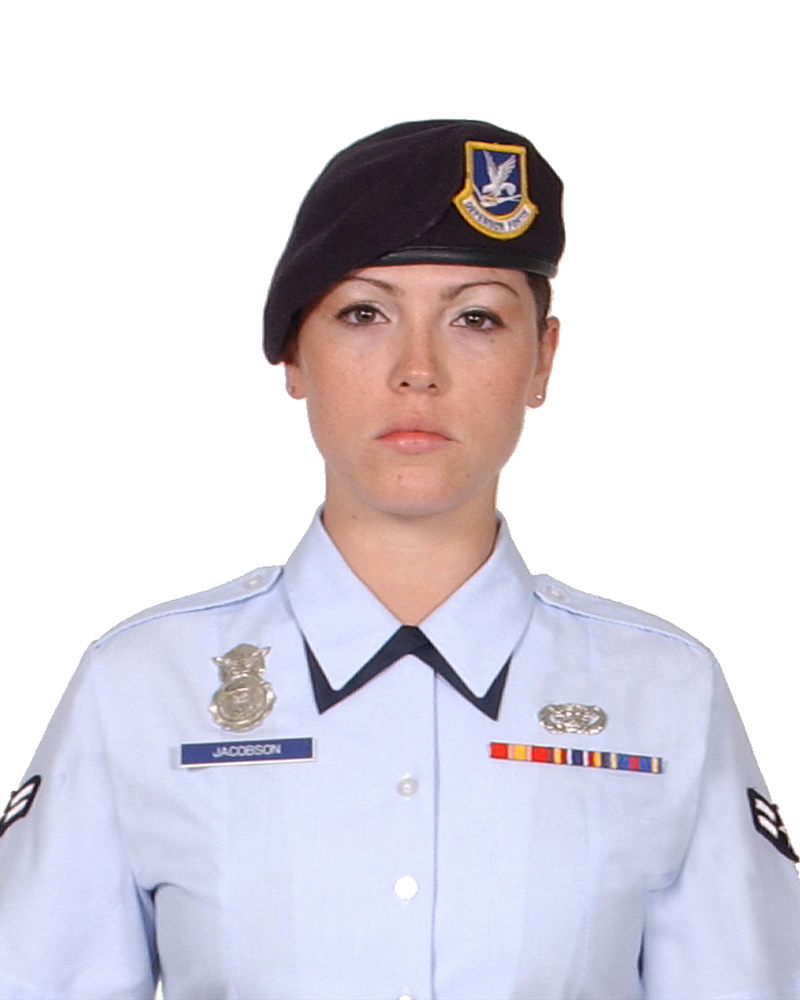
美國空軍第586遠征安全部隊中隊（586th Expeditionary Security Forces Squadron）隊員伊麗莎白·雅各布森下士於2005年伊拉克戰爭中陣亡，為自越南戰爭結束以來首位陣亡的美國空軍保安部隊隊員。

美國空軍保安部隊（SF）在其歷史上的不同時期曾稱為憲兵（MP）、空軍憲兵（AP）和保安憲兵（SP）。空軍保安部隊中心的前身最早為1979年9月1日創設的空軍保安憲兵室（Air Force Office of Security Police），1991年8月1日起重編為空軍保安憲兵署（Air Force Security Police Agency），1997年3月17日後則改稱保安部隊中心，地位亦由野戰機構轉變為直屬機構，但由1998年10月1日後又復歸為美國空軍的野戰機構，直至2014年10月1日才取消。

## 任務
正如空軍部出版物所述，保安部隊負責保護、防禦和戰鬥，以確保美國空軍、聯合和聯盟任務的成功。他們不僅負責設施執法和紀律執行，也是空軍的基地防禦和地面作戰部隊。

## 人員
空軍保安部隊指揮官是准將，同時也是最高級別的安全部隊官員，有時稱為“高級警察”（"Top Cop"）。保安部隊指揮官直屬空軍副參謀長，負責後勤、工程和部隊保護。保安部隊指揮官負責為保安部隊制定政策、條令和指導，並擔任國防部軍事工作計劃的執行機構，另外設有副指揮官，以及首席軍士長，擔任空軍保安部隊指揮官的顧問。